# Эртль, Моника
Моника Эртль (нем. Monika Ertl, 1937, Мюнхен, Третий рейх — 12 мая 1973, Эль-Альто, Боливия) — боливийская революционерка немецкого происхождения. Дочь оператора и режиссёра Ханса Эртля.

## Биография
Моника Эртль родилась в Мюнхене в 1937 году. После Второй мировой войны её отец, бывший «военным корреспондентом» на службе нацистской пропаганды, эмигрировал в Боливию, где продолжил заниматься съёмками и стал фермером. В 1953 г. к Хансу Эртлю переехала его семья. В 1969 г. Моника Эртль вышла замуж, но вскоре прервала все связи с боливийской элитой и ушла в партизаны в Армию национального освобождения, остатки повстанцев Че Гевары. У неё завязались отношения с Инти Передо, вскоре убитым в бою.
В Германии стала известна, как «мститель за Че Гевару» после убийства в 1971 году полковника Роберто Кинтанильи Перейра, служившего в то время консулом в Гамбурге. Он был причастен к убийству Че Гевары и гибели Инти Передо. На месте происшествия осталась записка с лозунгом АНО «Победа или смерть».
12 мая 1973 г. Моника Эртль попала в засаду в Ла-Пасе и была убита агентами боливийских спецслужб. В это время она занималась реорганизацией Армии национального освобождения. По информации Режи Дебре, Моника Эртль также готовила похищение давнего знакомого её отца, шефа лионского гестапо и нацистского военного преступника Клауса Барби (после войны он скрылся в Боливии, где консультировал местных силовиков) с целью переправить последнего в Чили и далее — для проведения судебного процесса — французскому правосудию.